# Mury obronne w Grudziądzu
Mury obronne w Grudziądzu – średniowieczne mury miejskie z XIV-XV w.

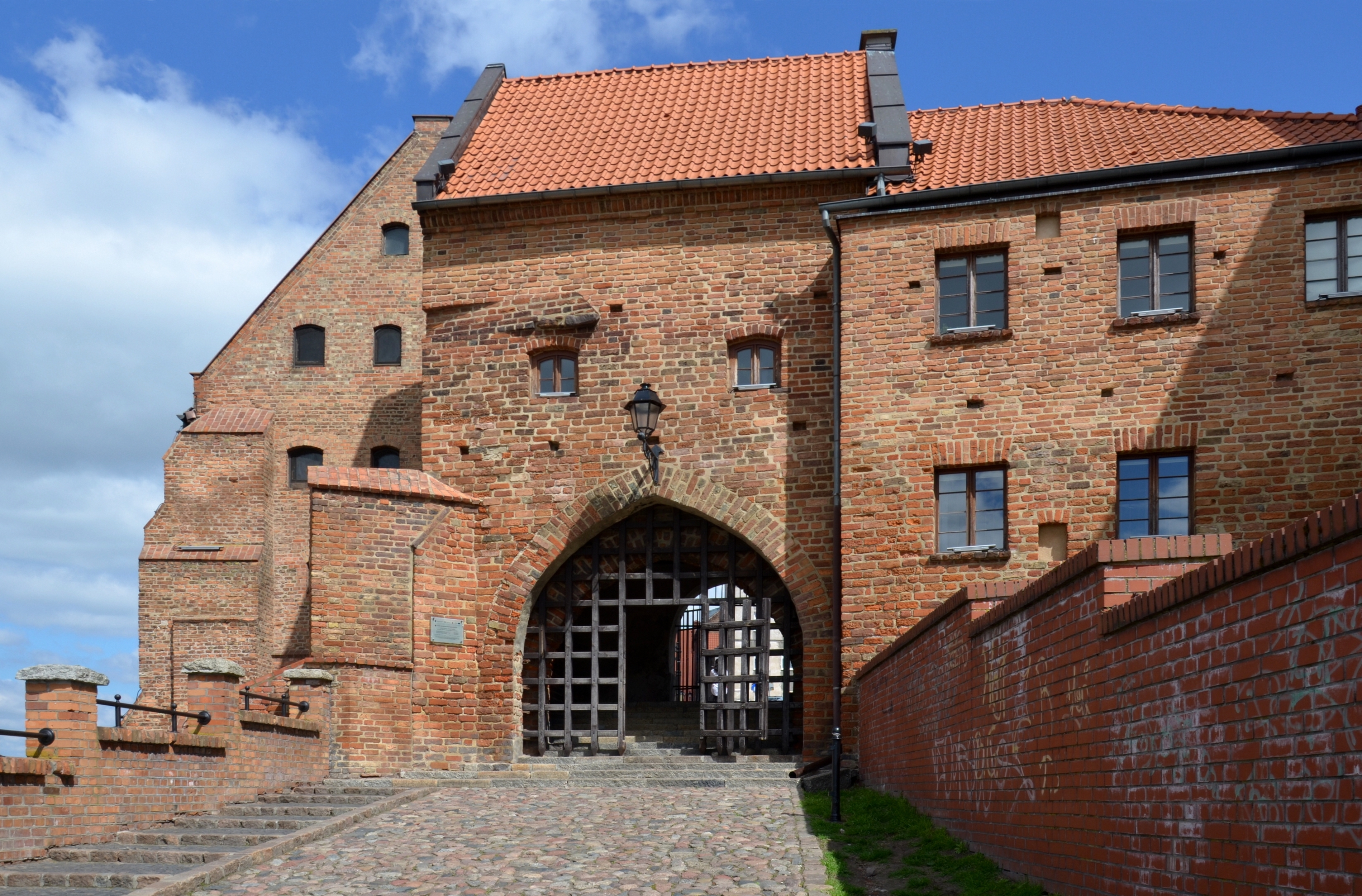
Brama Wodna w Grudziądzu

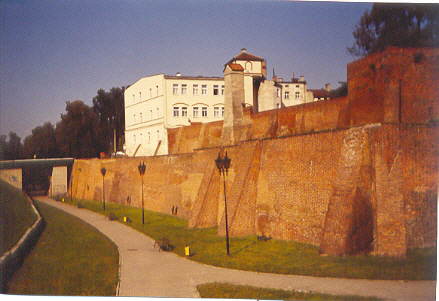
Południowy odcinek murów obronnych w Grudziądzu

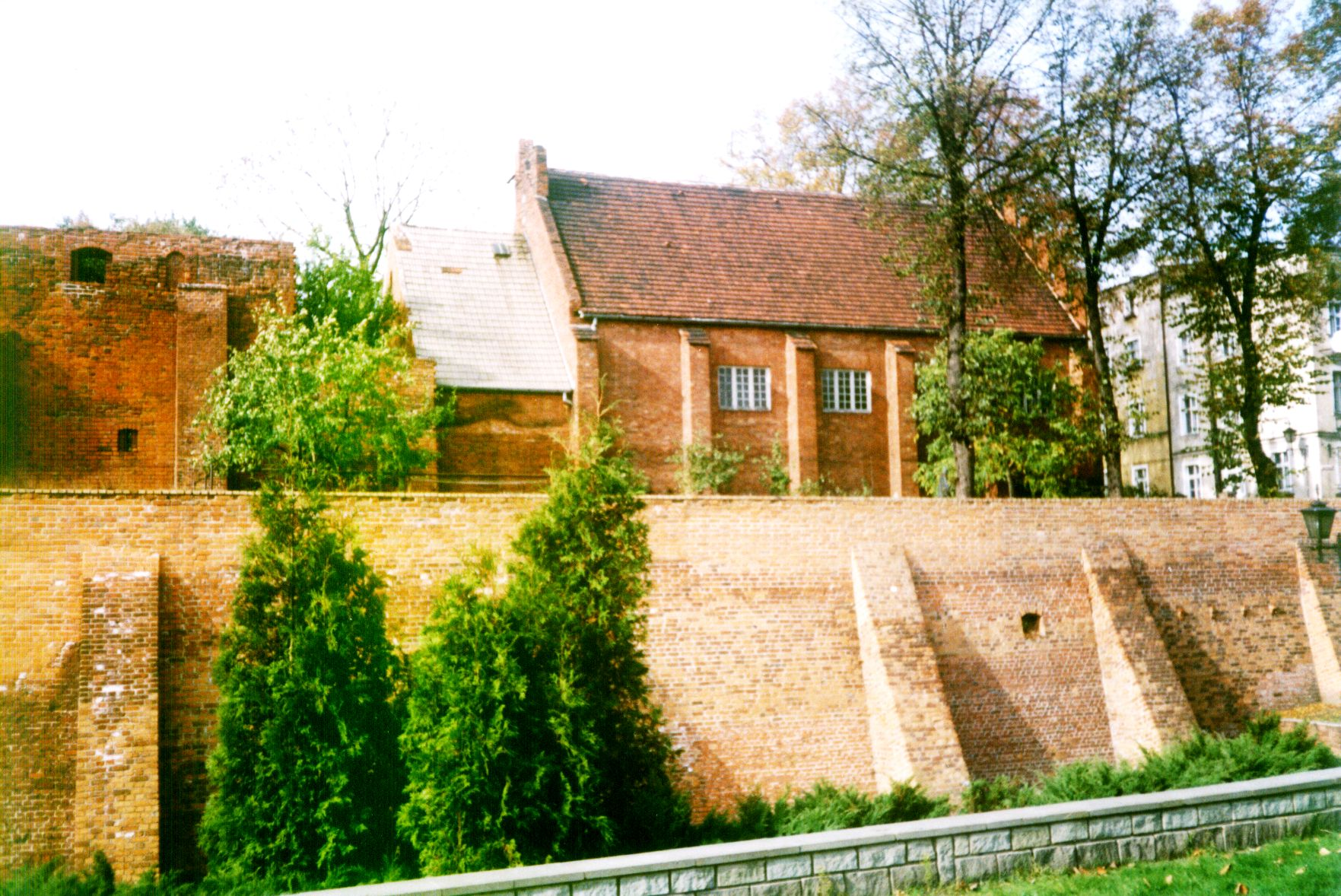
Fragment wschodniego odcinka murów przy kościele ewangelickim

 Obiekt wpisany jest do rejestru zabytków pod nr rej.: A/1749 z 27.03.1935

## Historia
Wkrótce po lokacji Grudziądza w 1291 r. przystąpiono do otaczania prostokątnego powiększonego obszaru miasta systemem fortyfikacji złożonych z linii murów obronnych i fosy, połączonych w części płn.-zach. z wcześniej wzniesionymi obwarowaniami zamku krzyżackiego. Przyjmuje się, że pierwsze odcinki ceglanych gotyckich murów powstały na początku XIV w. Jeszcze w okresie średniowiecza były kilkakrotnie podwyższane i modyfikowane, m.in. w XV w. Składały się w większości z podwójnej linii murów z 4 bramami obronnymi – Toruńską przy dzisiejszej ul. Klasztornej od południa (kierunek Chełmno i Toruń) i Łasińską przy ul. Starej (kierunek Kwidzyn, Malbork) od północy, Wodną przy ul. Spichrzowej w narożniku płd.-zach. (prowadzącą do portu wiślanego i młyna) oraz Boczną przy ul. Mickiewicza od wschodu (prowadzącą na łąki i pastwiska miejskie). Ponadto była Brama Zamkowa, łącząca oba organizmy obronne. Już w XIV w. pojedynczy mur na krawędzi skarpy od strony Wisły został stopniowo zastąpiony linią obronnych kilkukondygnacyjnych spichrzów. W ciągu murów wzniesiono 10 baszt obronnych (jedna z nich była ośmioboczna). W 1552 r. został przekopany kanał Trynka, którego wody zasiliły fosę i napędzały 2 młyny. W XVII w. przed Bramą Boczną usypano dodatkowe fortyfikacje ziemne, natomiast średniowieczne mury zostały w wielu miejscach wzmocnione skarpami. W 2. połowie XIX w. w związku z dynamicznym rozwojem miasta większość fortyfikacji została rozebrana, a fosy zasypano, w ich miejscu wytyczając ul. Groblową i Małogroblową. 

## Architektura
Do naszych czasów zachowała się przebudowana Brama Wodna. Dolna część z ostrołukowym dawnym przejazdem pochodzi jeszcze z XIV w. Część górna została przebudowana na cele mieszkalne po spaleniu podczas oblężenia miasta w 1659 r. Brama została mocno zniszczona w 1945 r., po czym odbudowana w latach 1953-1955. Najlepiej przetrwał płd.-wsch. odcinek podwójnych murów, pomiędzy wylotami ul. Klasztornej i Szkolnej. Obok kościoła ewangelickiego zachowały się spore fragmenty obronnej baszty narożnej, w której w XVIII w. mieścił się areszt. Wzdłuż tego odcinka murów znajduje się ciąg spacerowy w dawnej fosie, powstały wskutek zasklepienia biegu Trynki pod koniec XX w. Na murze wewnętrznym w XVI w. zbudowano tynkowaną wieżyczkę wodociągową. Sporo reliktów tkwi również w elewacjach i w bezpośrednim sąsiedztwie XVIII-wiecznego dawnego klasztoru benedyktynek (obecnie muzeum) – o  bezprawne obniżanie umocnień przez zakonnice toczyły się ostre konflikty z miastem – oraz w ścianach XIX-wiecznych kamienic przy ul. Murowej. W podwórzu domu przy ul. Mickiewicza widoczne są relikty mostu przy Bramie Bocznej. Przetrwały znaczne odcinki narożnika wspólnych murów odgraniczających zamek od miasta przy ul. Tkackiej i Zamkowej. 